# Plestiodon lotus
Plestiodon lotus (бальсаський синьохвостий сцинк) — вид сцинкоподібних ящірок родини сцинкових (Scincidae). Ендемік Мексики. Описаний у 2017 році.

## Поширення і екологія
Бальсаські синьохвості сцинки мешкають в басейні річки Бальсас в штатах Герреро, Морелос, Оахака і Пуебла. Вони живуть в дубових і тропічних листяних лісах, серед каміння і опалого листя.